# Capitanes de Arecibo (pallavolo)
I Capitanes de Arecibo furono una franchigia pallavolistica maschile portoricana, con sede ad Arecibo.

## Storia
I Capitanes de Arecibo vengono fondati nel 2012, esordendo nella LVSM nella stagione 2012-13 e diventando la seconda squadra nella storia del campionato ad aggiudicarsi lo scudetto nella stagione del debutto. Nella stagione seguente centrano nuovamente la finale, affrontando per la seconda volta consecutiva i Mets de Guaynabo, che però questa volta escono vincitori; le due franchigie si ritrovano nuovamente nell'atto finale della Liga Superior 2014, che vede i Capitanes trionfare per la seconda volta. Nell'edizione seguente del torneo, la franchigia resta per la prima volta nella sua storia fuori dalla finale scudetto, venendo eliminata in semifinale dai soliti Mets.
Nel 2022 cessano le proprie attività, cedendo il titolo sportivo ai Plataneros de Corozal.

## Palmarès
- Campionato portoricano: 2

2012-13, 2014